# 奧爾興湖

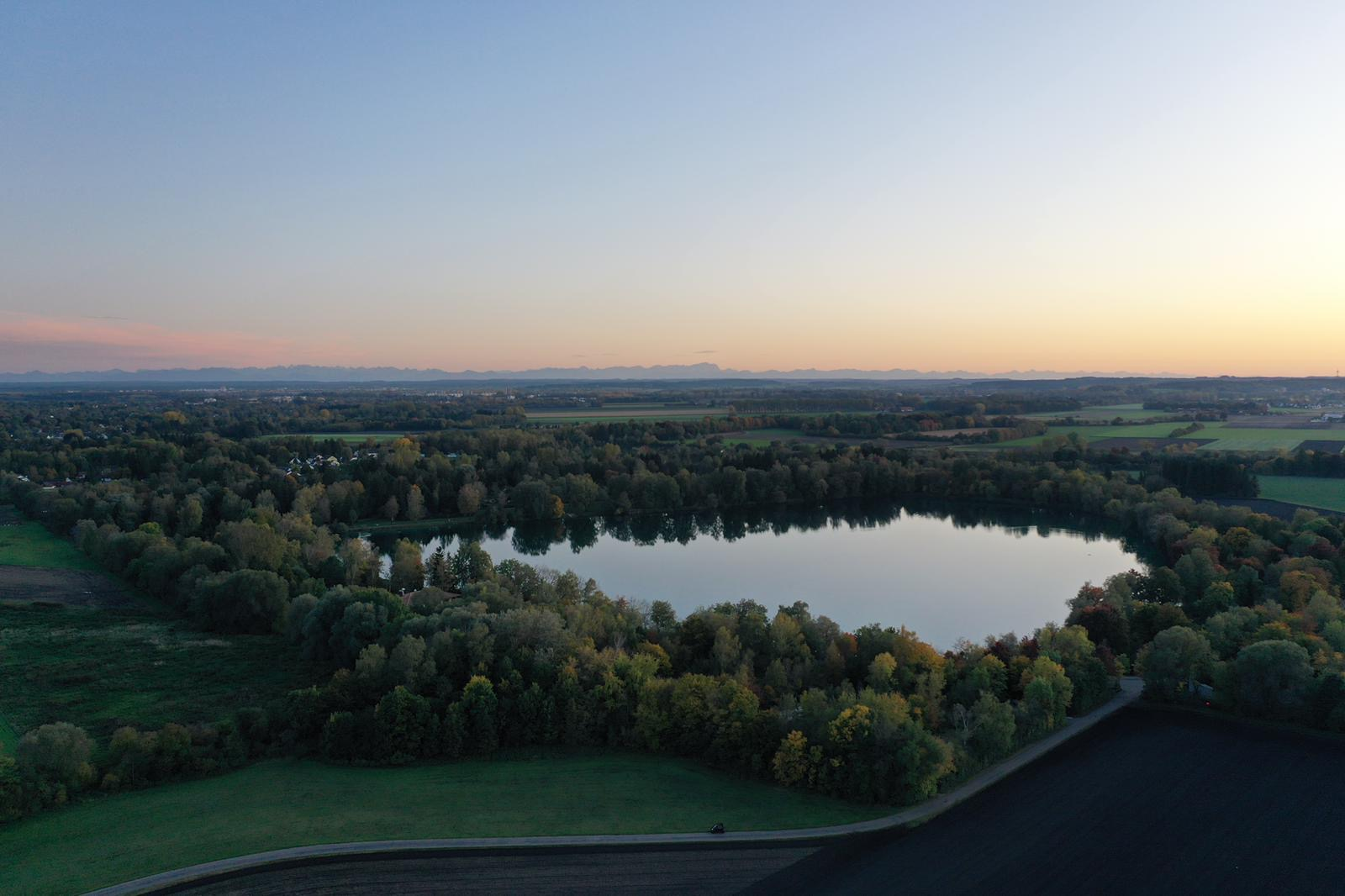

48°12′34″N 11°21′25″E / 48.20944°N 11.35694°E
奧爾興湖（德語：Olchinger See），是德國的湖泊，位於該國東南部，由巴伐利亞州負責管轄，處於奧爾興，面積0.14平方公里，海拔高度501米，平均水深6米，湖岸線長度1.5公里。